# Amtsgericht Rastatt

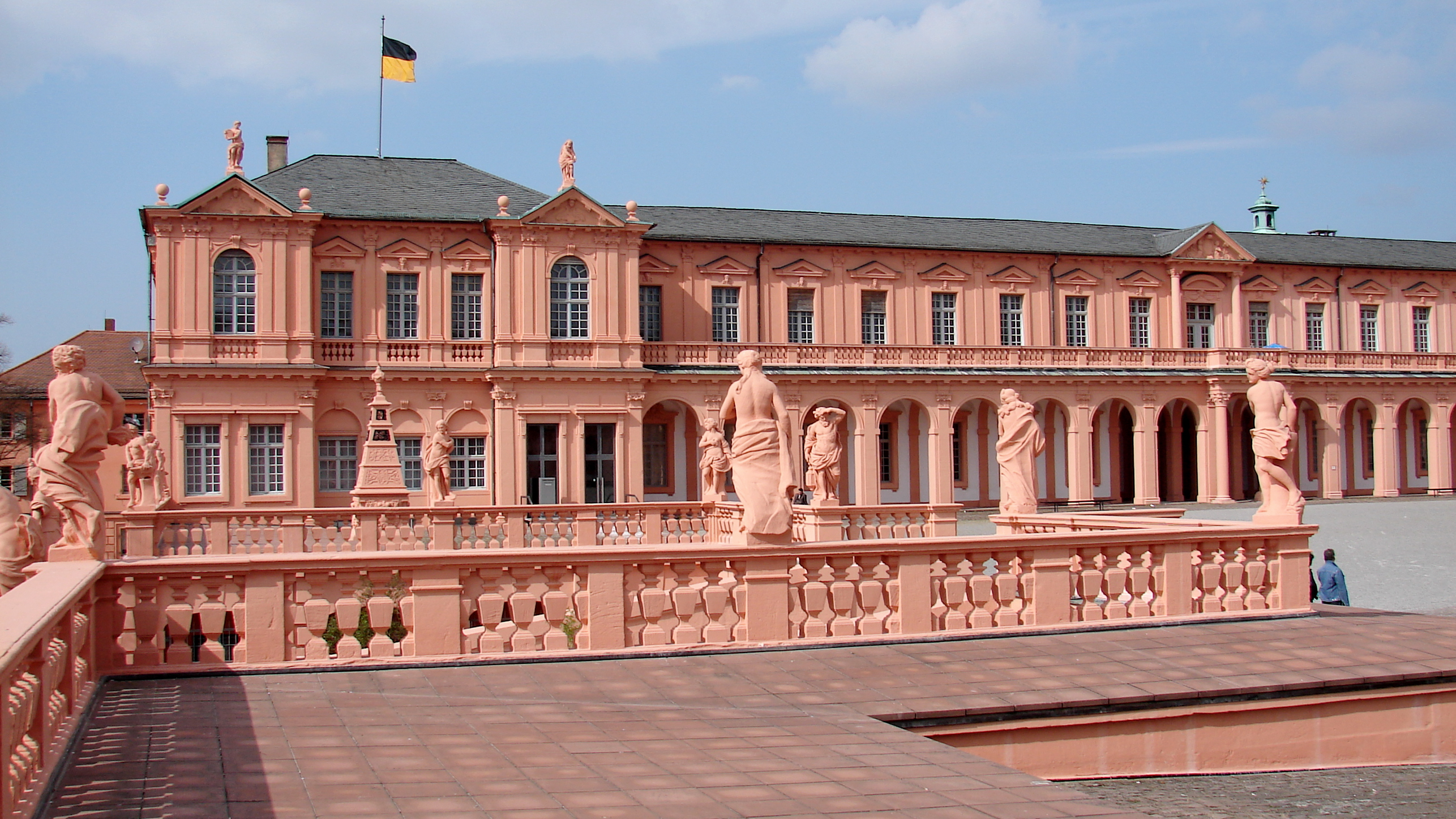
Der Nordflügel des Rastatter Schlosses beherbergt das Amtsgericht

Das Amtsgericht Rastatt ist eines von fünf Amtsgerichten im Bezirk des Landgerichts Baden-Baden. Es hat seinen Sitz in Rastatt und ist zuständig für Zivil-, Familien- und Strafsachen. Es ist im Nordflügel des Schlosses in der Innenstadt untergebracht. 
Zum Gerichtsbezirk mit ca. 135.300 Einwohnern (Stand 2018) zählen folgende Gemeinden:
- Au am Rhein
- Bietigheim
- Bischweier
- Durmersheim
- Elchesheim-Illingen
- Gaggenau
- Iffezheim
- Kuppenheim
- Muggensturm
- Ötigheim
- Rastatt
- Steinmauern